# Non aprite quella porta - Parte 2
Non aprite quella porta - Parte 2 (The Texas Chainsaw Massacre 2) è un film del 1986 diretto da Tobe Hooper.
È una commedia dell'orrore slasher, seguito di Non aprite quella porta del 1974, diretta dello stesso regista, ed è il secondo film della serie omonima.

## Trama
Due spericolati studenti liceali, Buzz e Rick, corrono lungo un tratto desolato dell'autostrada di Dallas, diretti a una partita di football, e durante il tragitto mancano di rispetto a un Pick-up sulla corsia opposta. Pesantemente ubriachi, i due chiamano e tormentano l'affascinante deejay radiofonica Julia "Stretch" Brock. Incapace di convincerli a riattaccare, Stretch è costretta a mantenere la linea aperta, anche quando la richiamano di notte. Improvvisamente i ragazzi vengono incrociati e inseguiti dal Pick-up precedente, dal quale emerge Faccia di Cuoio, che li attacca mettendosi a squarciare il tettuccio dell'auto usando la sua motosega. Rick prova a sparagli, ma Faccia di Pelle uccide brutalmente Buzz segandogli via un grosso pezzo di testa, mandando l'auto a schiantarsi e provocando la morte di Rick.
Il mattino seguente, sulla scena del delitto giunge ad investigare l'ex tenente dei Texas Ranger Boude "Lefty" Enright, zio paterno di Sally e Franklin Hardesty, il quale cerca in tutti i modi vendetta per la morte del nipote e la catatonia di Sally avvenuta quattordici anni prima, ossessionandosi ad indagare sui misteriosi "assassini della motosega" avvenuti in Texas. Stretch contatta Lefty, portandogli una copia del nastro sul quale ha registrato l'audio dell'attacco che ha ucciso Buzz e Rick. Lefty però rifiuta il suo aiuto e la manda via, forzando Stretch e il suo collega L.G. Peters a recarsi con riluttanza a una gara culinaria tra il Texas e l'Oklahoma per il miglior chili con carne da coprire per il loro programma. Il vincitore della gara risulta essere Drayton Sawyer, l'attuale patriarca della famiglia cannibale Sawyer, che dichiara che il suo segreto è avere un occhio eccezionale per la "carne di prima scelta".
Nel frattempo, Lefty acquista un paio di motoseghe in un negozio di ferramenta. Dapprima innervosisce e poi diverte il proprietario del negozio con i suoi test di prova delle seghe su un tronco. Lefty poi decide di recarsi alla stazione di Stretch e le chiede di mandare in onda il nasto che precedentemente aveva rifiutato. Tornando a casa dalla sua vittoria alla gara di cucina, Drayton viene chiamato e informato da Chop Top riguardo la registrazione del massacro di Buzz e Rick trasmessa alla radio, quindi il patriarca manda lui e Faccia di Pelle alla stazione, e i due incrociano Stretch proprio mentre questa sta per andarsene, mentre L.G. viene violentemente stordito con una martellata da Chop Top. Nel frattempo, Faccia di Pelle mette all'angolo Stretch e fa per ucciderla, ma lei lo convince a risparmiarla. Dopo avere ingannato Chop Top, lui e Faccia di Cuoio se ne vanno portandosi via L.G., non sapendo di essere seguiti da Stretch, che finisce per rimanere intrappolata nel loro covo segreto, situato in un parco di divertimento abbandonato.
Lefty, che ha seguito Stretch fino al covo segreto dei Sawyer, si mette a vandalizzarlo furiosamente usando le sue motoseghe. Intanto Stretch viene scoperta da Faccia di Pelle, che appare innamorato di lei e la costringe a danzare indossando la pelle facciale tagliata via di L.G. per poi andarsene dopo averla legata. Un moribondo L.G. si sforza per liberare Stretch, ma poi muore e lei viene catturata di nuovo dai cannibali, che rimproverano Faccia di Pelle per averla risparmiata, legano la ragazza dinanzi a un orrido banchetto e la torturano finché non irrompe Lefty a liberarla, ferendo fatalmente Drayton e Faccia di Cuoio, duellando con quest'ultimo a colpi di motoseghe, mentre Chop Top insegue Stretch. Con le sue ultime forze, Drayton recupera una granata dal cadavere di Nubbins e si fa saltare in aria immacolandosi con Lefty, Faccia di Cuoio e Nonno Sawyer nell'esplosione.
Chop Top insegue Stretch fino alla cima di una torre di roccia del parco, dove si trova un santuario dedicato a Nonna Sawyer. Qui Stretch si arma prendendo la motosega tenuta dal cadavere della Nonna, con la quale ferisce Chop Top allo stomaco facendolo precipitare dalla torre e morire cadendo in un pozzo. Infine, Stretch, apparentemente impazzita, si mette a imitare Faccia di Pelle ballando mentre urla e agita in modo maniacale la motosega in aria.

## Produzione
Inizialmente, Tobe Hooper si sarebbe dovuto limitare a produrre il film ma non fu in grado di trovare un regista adatto a causa delle ristrettezze del budget. Secondo quanto dichiarato nel documentario Electric Boogaloo: The Wild, Untold Story of Cannon Films, la società di produzione Cannon Films si aspettava un film horror mentre invece Tobe Hooper voleva girare una black comedy. Quando la Cannon vide il risultato, non fu soddisfatta del prodotto finale. Il film costò circa 4.700.000 dollari. Tobe Hooper e Kim Henkel inizialmente volevano ricreare un'intera città di cannibali per questo sequel. Jim Siedow è l'unico attore che era presente anche nell'originale. A Gunnar Hansen venne proposto di tornare a indossare i panni di Faccia di Pelle, ma trovò l'offerta economica troppo bassa. A causa del rifiuto di Hansen, la parte fu assegnata a Bill Johnson. Tobe Hooper appare di passaggio nei panni di un uomo vestito di arancione nella scena in cui Stretch bussa alla porta della camera d'albergo di Lefty.
Bill Moseley aveva girato un cortometraggio parodia del primo film intitolato The Texas Chainsaw Manicure dove egli interpreta un piccolo ruolo nei panni dell'autostoppista. Uno sceneggiatore suo amico vide il corto e lo mostrò a Tobe Hooper. A Hooper piacque moltissimo e si annotò il nome di Moseley per un ruolo in un eventuale sequel, se mai avesse deciso di girarlo. Quando venne il momento di fare il cast per Non aprite quella porta - Parte 2, Moseley fu contattato per la parte di Chop Top, il fratello gemello dell'autostoppista del film originale.

### Scene tagliate
Molte scene furono tagliate al montaggio dal regista Tobe Hooper per una questione di ritmo narrativo, come indicato nel documentario Texas Chainsaw Massacre: The Shocking Truth del 2000. Una lunga scena mostrava i membri della famiglia Sawyer che di notte uscivano a caccia di "carne fresca" per il loro chili e finivano con il massacrare varie persone. La scena eliminata includeva alcuni elaborati effetti speciali splatter opera di Tom Savini. Altra scena tagliata vedeva la partecipazione del critico cinematografico Joe Bob Briggs. Tutte le scene tagliate sono state inserite nei contenuti extra della "Gruesome Edition" del film in DVD nel 2007.

## Distribuzione e censura
Non aprite quella porta - Parte 2 fu distribuito negli Stati Uniti nell'agosto 1986 dalla Cannon Films. La pellicola incassò 8725872 $ al botteghino.
Dopo essere stato sottoposto alla MPAA negli Stati Uniti, il film ricevette una classificazione "X", costringendo il regista a farlo uscire senza visto censura. Tuttavia, negli spot tv, sui manifesti e sulle locandine apparve la dicitura: "A causa dei temi trattati in questo film, la visione è vietata ai minori di anni 17".
Il film è stato vietato ai minori di 18 anni in Australia, Germania, Italia, e in molti altri paesi tra i quali la Norvegia, la Svezia e Singapore.
In Australia il film è stato messo al bando per 20 anni. Nel 1987, una versione senza tagli fu distribuita in formato VHS dalla Warner Home Video in Nuova Zelanda, ma poteva essere trovata (illegalmente, come fieramente scritto sulla custodia della videocassetta) anche in alcune videoteche australiane. La videocassetta neozelandese è diventata negli anni un oggetto raro per collezionisti. Nel 2000, una versione pirata in VHS venne pubblicata in Australia all'insaputa dell'OFLC. Il film venne finalmente messo in vendita legalmente in Australia solo il 30 novembre 2006. La "Uncut Gruesome Edition" in DVD è stata distribuita il 24 gennaio dell'anno successivo.

## Critica
Il prodotto finale è stato stroncato dalla critica, avendo abbandonato tutti gli stili dell'originale per scene con più umorismo e un maggiore utilizzo di trucco che ha reso il film meno realistico. Tuttavia con gli anni, i fan hanno rivalutato il film giustificando la sua maggiore comicità rispetto all'horror. Il noto critico Roger Ebert assegnò al film 1 stelletta su 4, stroncando la pellicola come "senza tensione, senza ritmo, banale in ogni anticipazione dell'orrore e senza nessun approfondimento dei personaggi"; egli scrisse: "Dennis Hopper è l'esempio lampante, interpreta un uomo che passa la prima parte del film sembrando distratto e vago, e la seconda parte a urlare nel corso di duelli con la motosega". Egli concluse dichiarando che nonostante il film fosse molto più splatter dell'originale, mostrando sangue e smembramenti vari, non suscita il terrore del primo film, non volendo farsi prendere sul serio". Anche la recensione di TV Guide fu similarmente negativa, asserendo come con questo sequel "sembra che Hooper stesso non abbia altro che disprezzo per l'originale e abbia fatto di tutto per demolirlo".
La recensione a posteriori di AllMovie è invece favorevole: "Molto odiato al momento della sua uscita, The Texas Chainsaw Massacre 2 di Tobe Hooper è invecchiato molto bene, funzionando ora come una satira stranamente efficace se non troppo sottile di diverse sfaccettature degli eccessi degli anni '80".
Non aprite quella porta - Parte 2 ha un indice di gradimento del 48% da parte della critica sull'aggregatore di recensioni Rotten Tomatoes, basato su 31 recensioni da parte di critici professionisti con un giudizio complessivo di 4.87 su 10. Il giudizio del sito recita: "Senza l'atmosfera tesa dell'originale, la posta in gioco sembra più bassa, ma The Texas Chainsaw Massacre 2 colpisce ancora con una miscela di umorismo esagerato e sangue". Su Metacritic il film ha un punteggio di 42 su 100 basato su 13 recensioni da parte di critici cinematografici. Viene considerato un film cult dagli appassionati di film horror.

## Colonna sonora
1. The Lords of the New Church: Good to Be Bad – 4:42
2. The Cramps: Goo Goo Muck – 3:02
3. Concrete Blonde: Haunted Head – 2:48
4. Timbuk3: Life Is Hard – 4:06
5. Torch Song: White Night – 3:42
6. Stewart Copeland: Strange Things Happen – 2:58
7. Concrete Blonde: Over Your Shoulder – 3:20
8. Timbuk3: Shame on You – 4:48
9. The Lords of the New Church: Mind Warp – 3:42
10. Oingo Boingo: No One Lives Forever – 4:08

Crazy Crazy Mama di Roky Erickson fu utilizzata nel film ma non venne inclusa nell'album della colonna sonora.